# Шееха-Дар
Шееха-Дар, или Боздаг (араб. جبل_شيخا_دار‎, англ. Cheekha Dar, или в пер. с курд.  — Чёрный Шатер) — вершина, расположенная на границе Ирака с Ираном, в 6 километрах к северу от деревни Gundah Zhur. Шееха-Дар считается высочайшей вершиной Ирака. Шееха-Дар входит в северный отрог крупнейшей горной системы Ирана Загрос, частично простирающейся и на территорию Ирака.

## Восхождения на Шееха-Дар
В 2004 году английский исследователь Джиндж Фуллен совершил восхождение на Шееха-Дар с измерением высоты, зафиксировав высоту вершины в 3628 метров над уровнем моря по координатам 36°46′ с. ш. 44°55′ в. д.. Несмотря на то, что полученные Фулленом координаты совпали с данными системы SRTM, измеренная высота оказалась выше зарегистрированного в ней значения 3611 метров.
18 марта 2011 году Джонатан Бесвик и Мэттью Дюпюи совершили первое зарегистрированное зимнее восхождение. Экспедиция подтвердила высоту вершины в 3611 метров над уровнем моря.

## Окружающая местность
В непосредственной близости к горе, между деревней Gundah Zhur и дорогой Гамильтона, есть опасность попасть на минные поля. Некоторые участки отмечены красными знаками с черепом и скрещенными костями. В окрестностях города Чоман в 20 километрах южнее можно встретить курдские военные патрули.
Ближайшая вершина на территории Ирака называется Халгурд, расположенная по координатам 36°44′ с. ш. 44°52′ в. д.. Её зарегистрированная высота 3607 метров, и раньше именно она считалась высочайшей вершиной Ирака.